# Павлов, Николай Александрович (политик)
Никола́й Алекса́ндрович Па́влов (30 июня 1951, Сальково, Ярославская область — 16 августа 2024) — российский политик и общественный деятель. Народный депутат, член Совета Национальностей Верховного Совета РСФСР, член Комиссии по национально-государственному устройству и межнациональным отношениям. Один из 7 депутатов, голосовавших на сессии Верховного Совета против ратификации Беловежского соглашения о прекращении существования СССР и о создании СНГ. Депутат Государственной думы IV созыва.

## Биография
Родился 30 июня 1951 года в семье врачей в деревне Сальково Первомайского района Ярославской области. В 1961 году семья переехала в Тюмень.
В 1968 году начал обучение в Тюменском индустриальном институте, но в 1969 году был осуждён на четыре года по обвинению в грабеже. Освобождён досрочно. Виновность впоследствии отрицал, но пересмотра дела не требовал. За 1973—1978 годы окончил биологический факультет Тюменского государственного университета. Специализировался на кафедре Физиологии человека и животных. За достижения в учёбе и общественной деятельности был удостоен Ленинской стипендии (Ленинский стипендиат).

### Научная деятельность
Работал стажёром-исследователем в Ленинграде, защитил кандидатскую диссертацию по теме «Регуляция мозгового кровотока у птиц при изменении системного артериального давления». В 1983—1990 годах работал в Тюменском университете ассистентом, старшим преподавателем, доцентом кафедры физиологии человека и животных. В ноябре 1989 поступил в докторантуру Института эволюционной физиологии и биохимии им. И. М. Сеченова АН СССР. Автор более 40 научных публикаций.

### Общественная деятельность
Общественной деятельностью стал заниматься в 1987—1988 годах. Был близок к тюменскому Патриотическому объединению «Отечество», инициатором создания которого в 1987 году стал друг Павлова А. Репетов.

### Политическая деятельность
- В октябре 1989 года вместе с народным депутатом СССР С. В. Васильевым был инициатором созыва рабочего совещания народных депутатов СССР в г. Тюмени, на котором был образован Российский депутатский клуб.
- В 1990 году был избран народным депутатом России от 79-го национально-территориального округа (г. Тюмень).
- На I съезде народных депутатов РСФСР в 1990 году был избран в Верховный Совет России (ВС). До конца 1991 года был членом Комиссии по национально-государственному устройству и межнациональным отношениям Совета Национальностей ВС, заместителем председателя Комитета ВС по делам женщин, охране семьи, материнства и детства.
- После I съезда народных депутатов вместе с Сергеем Бабуриным создал депутатскую группу (позже — фракцию) «Россия» и был одним из её координаторов.
- 12 декабря 1991 был одним из 7 депутатов, голосовавших на сессии Верховного Совета против ратификации Беловежского соглашения о прекращении существования СССР и о создании СНГ, во время голосования в тот же день по вопросу о денонсации несуществующего c 1924 года Союзного договора воздержался[1][2][3].
- С декабря 1991 года — член Координационного Совета Российского Общенародного Союза (РОС).
- В апреле 1992 года на VI съезде народных депутатов России вместе с С. Исаковым, М. Астафьевым, С. Бабуриным и др. возглавил оппозиционный блок фракции «Народное единство».
- В июне 1992 резко выступал против подписания рамочных соглашений по стратегическим наступательным вооружениям. Подписал заявление группы депутатов с требованием не допустить направления двух военных кораблей России в Персидский залив для участия в блокаде Ирака.
- В декабре 1992 года на VII съезде народных депутатов России по его инициативе в повестку дня был внесён вопрос об экономических последствиях присоединения России к санкциям в отношении Ливии, Ирака и Югославии.
- Один из инициаторов создания Фронта Национального Спасения (ФНС), один из 9 сопредседателей ФНС.
- В сентябре 1993 года после указа Б. Н. Ельцина о роспуске парламента вместе с С. Бабуриным подписал заявление руководства РОС «Дать отпор врагам России» и принял активное участие в X Чрезвычайном съезде народных депутатов. Находился в Белом доме во время его штурма 4 октября 1993 года.
- В 1994 году перешёл из РОС в Национально-республиканскую партию (НРПР Николая Лысенко), заняв пост политического секретаря. Неудачно участвовал в выборах в Государственную думу в мае и декабре 1995 года. Работал в аппарате Государственной думы, был советником её председателя Г. Селезнёва.
- После распада НРПР вернулся в РОС. Неудачно участвовал в думских выборах 1999 года. С 2000 года главный редактор партийной газеты РОС «Время».
- В 2000—2003 годах вёл спецкурс «Социальные аспекты национальной безопасности» в Московском государственном социальном университете.
- В 2001 году был избран в центральный совет партии «Народная воля». В декабре 2003 года избран депутатом Государственной думы по списку блока «Родина»; вошёл в состав фракции «Родина», член Комитета по безопасности. Член комиссии по проблемам Северного Кавказа. Член межфракционного депутатского объединения «Авиация и космонавтика России».
- В ходе раскола фракции «Родина» в июне — июле 2005 года подал в отставку с постов заместителя председателя партии и главного редактора газеты «Время».
- В декабре 2005 года вступил в партию «Родина».

Скоропостижно скончался 16 августа 2024 года в возрасте 73 лет.

## Публикации
Автор книг
- Павлов Н. А. Русские: бремя выбора. — М.: Русский мир, 1999.
- Павлов Н. А. Пришло время русской мобилизации.

## Семья
- Женат, двое детей (сын и дочь). Брат Евгений избирался депутатом Совета Федерации I созыва.